# Plagiobothrys myosotoides
Plagiobothrys myosotoides är en strävbladig växtart som först beskrevs av Johann Georg Christian Lehmann, och fick sitt nu gällande namn av A. Brand. Plagiobothrys myosotoides ingår i släktet tiggarstavar, och familjen strävbladiga växter. Inga underarter finns listade i Catalogue of Life.